# John LeBoutillier

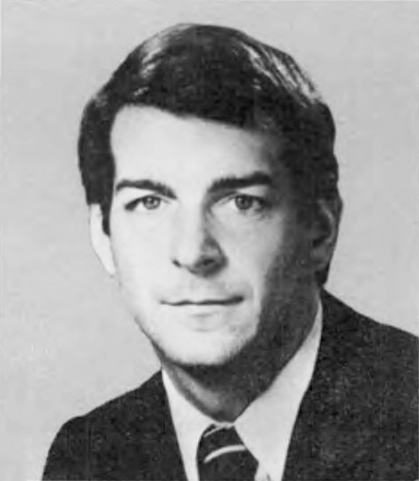
John LeBoutillier (1981)

John LeBoutillier (* 26. Mai 1953 in Glen Cove, New York) ist ein ehemaliger US-amerikanischer Politiker. Zwischen 1981 und 1983 vertrat er den Bundesstaat New York im US-Repräsentantenhaus. Seitdem ist er als politischer Kommentator tätig.

## Werdegang
John LeBoutillier besuchte die Grammar School in Greenvale. Im Jahr 1971 absolvierte er die Brooks School in North Andover (Massachusetts). Anschließend studierte er bis 1979 an der Harvard University. Politisch schloss er sich der Republikanischen Partei an. Seit 1974 engagierte er sich für die amerikanischen Kriegsgefangenen während des Vietnamkrieges. Im Jahr 1976 war er Wahlkampfkoordinator für den Präsidentschaftswahlkampf von Gerald Ford in New Jersey.
Bei den Kongresswahlen des Jahres 1980 wurde LeBoutillier im sechsten Wahlbezirk von New York in das US-Repräsentantenhaus in Washington, D.C. gewählt, wo er am 3. Januar 1981 die Nachfolge des Demokraten Lester L. Wolff antrat. Da er im Jahr 1982 nicht bestätigt wurde, konnte er bis zum 3. Januar 1983 nur eine Legislaturperiode im Kongress absolvieren. Dort war er Mitglied im Auswärtigen Ausschuss und einer Arbeitsgruppe, die sich mit dem Schicksal von Kriegsgefangenen befasste. Im Jahr 1983 wurde er mit einer Geldbuße von 7000 Dollar belegt – wegen einer illegalen Wahlspende seiner Mutter, die ebenfalls 7000 Dollar zahlen musste.
Nach dem Ende seiner Zeit im US-Repräsentantenhaus widmete sich LeBoutillier weiterhin seiner Arbeit an der Verbesserung der Lage der ehemaligen Kriegsgefangenen aus dem Vietnamkrieg. In diesem Zusammenhang rief er einige Organisationen ins Leben, die die gleiche Zielsetzung haben. Er bereiste die Länder des Fernen Ostens, um nach noch lebenden amerikanischen Kriegsgefangenen zu suchen. Dabei traf er sich auch mit führenden Politikern aus dieser Region. Er brachte sein Anliegen auch in vielen Radio- und Fernsehtalkshows vor. Außerdem verfasste er Zeitungsartikel und einige Bücher. Obwohl er Mitglied der Republikanischen Partei ist, stand er der Regierung von Präsident George W. Bush kritisch gegenüber. Er kritisierte den Irakkrieg und die Einwanderungspolitik der Bush-Administration. Im Jahr 2008 stand er auch in Opposition zum damaligen republikanischen Präsidentschaftskandidaten John McCain, da dieser im Gegensatz zu LeBoutillier nicht glaubte, dass es noch lebende amerikanische Kriegsgefangene in Vietnam gibt, die dort nach dem Friedensschluss zurückblieben.
Als politischer Kommentator ist LeBoutillier in zahlreichen Medien präsent. Unter anderem verfasst er Artikel für die New York Times, die New York Post und die Washington Post. Er war auch Moderator verschiedener Radio-Talkshows, darunter auf dem Sender WABC.
Im US-Präsidentschaftswahlkampf 2024 unterstützte LeBoutillier die Kampagne Republicans for Harris.

## Einzelnachweis
1. ↑  "Für unsere Freiheit"– Jetzt wenden sich Republikaner von Trump ab. In: t-online. 6. August 2024, abgerufen am 7. August 2024.

| Vorgänger       | Amt | Nachfolger             |
| --------------- | --- | ---------------------- |
| Lester L. Wolff | Abgeordneter im Repräsentantenhaus der Vereinigten Staaten für New York (6. Wahlbezirk) 3. Januar 1981 – 3. Januar 1983 | Joseph Patrick Addabbo |

| Personendaten    | Personendaten               |
| ---------------- | --------------------------- |
| NAME             | LeBoutillier, John          |
| KURZBESCHREIBUNG | US-amerikanischer Politiker |
| GEBURTSDATUM     | 26. Mai 1953                |
| GEBURTSORT       | Glen Cove, New York         |